# 1er octobre 1925
Le jeudi 1er octobre 1925 est le 274e jour de l'année 1925.

## Naissances
- Adolfo Kaminsky, imprimeur et photographe français
- Antoine Lagarde (mort le 3 décembre 2002), président de la PEEP
- Dorje Tseten (mort le 6 juillet 2013), érudit, historien et homme politique chinois
- José Beyaert (mort le 11 juin 2005), coureur cycliste français
- Marcel Lelégard (mort le 29 août 1994), prêtre catholique français
- Micheline Gary, actrice française
- Nino Baragli (mort le 29 mai 2013), monteur de films italien
- Peter Arthy (mort le 18 août 2002), animateur britannique
- Roger Abjean (mort le 12 juin 2009), prêtre, musicien et compositeur français, promoteur du chant liturgique en breton
- Vincent Vitetta, cycliste français
- Yang Hyong-sop, homme politique nord-coréen

## Décès
- Sir Denis Henry, 1st Baronet (né le 7 mars 1864), politicien britannique
- Françoise Fayolle (née le 2 septembre 1865), cuisinière française

## Événements
- Création de la gare de Shin-Nishiwaki